# Barra de Santa Rosa
Barra de Santa Rosa is een gemeente in de Braziliaanse deelstaat Paraíba. De gemeente telt 13.273 inwoners (schatting 2009).

## Verkeer en vervoer
De plaats ligt aan de noord-zuidlopende weg BR-104 tussen Macau en Maceió. Daarnaast ligt ze aan de weg PB-133.